# Nuoto ai Giochi della XX Olimpiade - 800 metri stile libero femminili
La competizione dei 800 metri stile libero femminili di nuoto ai Giochi della XX Olimpiade si è svolta i giorni 2 e 3 settembre 1972 alla Olympia Schwimmhalle di Monaco di Baviera.

## Programma
| Data             | Ora   | Round      | Note                           |
| ---------------- | ----- | ---------- | ------------------------------ |
| 2 settembre 1972 | 11:55 | 5 Batterie | I migliori 8 tempi alla finale |
| 3 settembre 1972 | 18:20 | Finale     |                                |

## Risultati

### Batterie
| Pos. | Atleta               | Nazione        | Tempo    | Pos F |
| ---- | -------------------- | -------------- | -------- | ----- |
| 1    | Novella Calligaris   | Italia         | 9'02"96  | 2 Q   |
| 2    | Andrea Eife          | Germania Est   | 9'22"88  | 9     |
| 3    | Barbara Schwarzfeldt | Germania Ovest | 9'24"89  | 11    |
| 4    | María Teresa Ramírez | Messico        | 9'25"09  | 12    |
| 5    | Françoise Monod      | Svizzera       | 9'50"73  | 27    |
| 6    | Hsu Yue-Yun          | Taiwan         | 10'08"49 | 32    |
| 7    | Eleni Avlonitou      | Grecia         | 10'10"88 | 34    |

| Pos. | Atleta            | Nazione          | Tempo    | Pos F |
| ---- | ----------------- | ---------------- | -------- | ----- |
| 1    | Keena Rothhammer  | Stati Uniti      | 8'59"69  | 1 Q   |
| 2    | Hansje Bunschoten | Paesi Bassi      | 9'21"13  | 8 Q   |
| 3    | Uta Schütz        | Germania Ovest   | 9'22"93  | 10    |
| 4    | Olga de Ángulo    | Colombia         | 9'43"27  | 21    |
| 5    | Helga Wagner      | Germania Ovest   | 9'44"17  | 23    |
| 6    | Olga Petrusyova   | Unione Sovietica | 10'04"96 | 30    |
| 7    | Silvia Borgini    | Argentina        | 10'09"19 | 33    |

| Pos. | Atleta           | Nazione       | Tempo    | Pos F |
| ---- | ---------------- | ------------- | -------- | ----- |
| 1    | Ann Simmons      | Stati Uniti   | 9'11"94  | 5 Q   |
| 2    | Narelle Moras    | Australia     | 9'17"95  | 7 Q   |
| 3    | Roselina Angee   | Colombia      | 9'38"08  | 18    |
| 4    | June Green       | Gran Bretagna | 9'39"91  | 20    |
| 5    | Laura Vaca       | Messico       | 9'50"10  | 26    |
| 6    | Belinda Phillips | Giamaica      | 9'53"99  | 28    |
| 7    | Avis Willington  | Gran Bretagna | 10'10"91 | 35    |

| Pos. | Atleta              | Nazione      | Tempo    | Pos F |
| ---- | ------------------- | ------------ | -------- | ----- |
| 1    | Shane Gould         | Australia    | 9'10"84  | 3 Q   |
| 2    | Gudrun Wegner       | Germania Est | 9'11"32  | 4 Q   |
| 3    | Karin Tülling       | Germania Est | 9'25"73  | 14    |
| 4    | Federica Stabilini  | Italia       | 9'27"84  | 15    |
| 5    | Mary Beth Rondeau   | Canada       | 9'43"31  | 22    |
| 6    | Antonella Valentini | Italia       | 9'49"07  | 25    |
| 7    | Patricia López      | Argentina    | 10'06"39 | 31    |

| Pos. | Atleta           | Nazione       | Tempo    | Pos F |
| ---- | ---------------- | ------------- | -------- | ----- |
| 1    | Jo Harshbarger   | Stati Uniti   | 9'14"46  | 6 Q   |
| 2    | Karen Moras      | Australia     | 9'25"11  | 13    |
| 3    | Jaynie Parkhouse | Nuova Zelanda | 9'34"65  | 16    |
| 4    | Karen LeGresley  | Canada        | 9'37"13  | 17    |
| 5    | Brenda Holmes    | Canada        | 9'39"44  | 19    |
| 6    | Susan Jones      | Gran Bretagna | 9'47"35  | 24    |
| 7    | Kirsten Knudsen  | Danimarca     | 10'02"56 | 29    |
| 8    | Aisling O'Leary  | Irlanda       | 10'18"05 | 36    |

### Finale
| Pos.    | Atleta             | Nazione      | Tempo   | Nota            |
| ------- | ------------------ | ------------ | ------- | --------------- |
| Oro     | Keena Rothhammer   | Stati Uniti  | 8'53"68 | Record mondiale |
| Argento | Shane Gould        | Australia    | 8'56"39 |                 |
| Bronzo  | Novella Calligaris | Italia       | 8'57"46 |                 |
| 4       | Ann Simmons        | Stati Uniti  | 8'57"62 |                 |
| 5       | Gudrun Wegner      | Germania Est | 8'58"89 |                 |
| 6       | Jo Harshbarger     | Stati Uniti  | 9'01"21 |                 |
| 7       | Hansje Bunschoten  | Paesi Bassi  | 9'16"69 |                 |
| 8       | Narelle Moras      | Australia    | 9'19"06 |                 |